# Oskar Pfister
Oskar Pfister, född 12 februari 1873, död 6 augusti 1956, var en schweizisk teolog. 
Pfister blev kyrkoherde i Zürich 1902. Han förordade i en mängd mycket spridda skrifter psykoanalysens användning i uppfostran och själavård, bland dessa Was bietet die Psychoanalyse dem Erzieher? (1917), Di psychoanalytische Methode (1913) och Analytische Seelsorge (1927). Mot den freudska skolan hävdade han att psykoanalysen var en medicinsk metod som överskred gränsen mellan religion och vetenskap.